# Gryllotalpa brevilyra
Gryllotalpa brevilyra is een rechtvleugelig insect uit de familie veenmollen (Gryllotalpidae). De wetenschappelijke naam van deze soort is voor het eerst geldig gepubliceerd in 1983 door Townsend.